# Armoiries du Luxembourg
Ne doit pas être confondu avec Armoiries de la province de Luxembourg ou Armoiries du Limbourg et du Luxembourg.
Les armoiries du Luxembourg (en luxembourgeois : Wope vu Lëtzebuerg ; en allemand : Wappen Luxemburgs) sont issues de celles du comté et du duché du Luxembourg. Elles se composent d'un lion de gueules à la queue fourchue et passée en sautoir, armé, couronné et lampassé d'or, sur un champ burelé d'argent et d'azur. Elles sont une évolution des armoiries du Limbourg

## Les armoiries nationales

### Les petites armoiries nationales
Les petites armoiries se composent des éléments héraldiques suivants : un écu burelé d’argent et d’azur de dix pièces au lion rampant de gueules, couronné, armé et lampassé d’or, la queue fourchue et passée en sautoir, timbré de la couronne grand-ducale non doublée.

### Les moyennes armoiries nationales
Les moyennes armoiries se composent des petites armoiries augmentées des supports : deux lions d’or et couronnés du même, la tête contournée (regardants), armés et lampassés de gueules, la queue fourchue et passée en sautoir.

### Les grandes armoiries nationales
Les grandes armoiries se composent des moyennes armoiries augmentées du ruban et de la croix de l’Ordre national de la couronne de chêne passés autour de l’écu; le tout posé sur un manteau: de gueules doublé d’hermine, bordé, frangé, cordonné et houppé d’or, sommé de la couronne grand-ducale non doublée.

Petites armoiries du Luxembourg
Moyennes armoiries du Luxembourg
Grandes armoiries du Luxembourg

## Les armoiries du grand-duc

### Les petites armoiries
Les armoiries du grand-duc se composent des éléments héraldiques suivants : un écu écartelé, aux I et IV de Luxembourg qui est un burelé d’argent et d’azur, au lion de gueules, la queue fourchue et passée en sautoir, armé, lampassé et couronné d’or, aux II et III de Nassau qui est d’azur semé de billettes d’or, au lion couronné d’or, armé et lampassé de gueules.
L’écu est timbré d’une couronne royale.

### Les moyennes armoiries
Les moyennes armoiries du grand duc se composent des petites armoiries augmentées des supports: à dextre un lion couronné d’or, la tête contournée, la queue fourchue et passée en sautoir, armé et lampassé de gueules, à senestre un lion couronné d’or, la tête contournée, armé et lampassé de gueules.

### Les grandes armoiries
Les grandes armoiries du grand-duc se composent des moyennes armoiries, l'écu chargé en cœur de Bourbon de Parme qui est à trois fleurs de lys d’or sur champ d'azur, brisées d'une bordure de gueules chargée de huit coquilles d’argent. Il est timbré d’une couronne royale et entouré du ruban et de la croix de l’ordre de la Couronne de chêne. Les supports sont augmentés d'un drapeau luxembourgeois frangé d’or tenu par chacun des lions. Le tout est posé sur un manteau de pourpre, doublé d’hermine, bordé, frangé et lié d’or et sommé d’une couronne royale, les drapeaux dépassant le manteau.

Petites armoiries grand-ducales depuis 2000
Moyennes armoiries grand-ducales depuis 2000
Grandes armoiries grand-ducales depuis 2000

Avant 2000, l'ordre des quartiers était inversé. 

Petites armoiries grand-ducales avant 2000
Moyennes armoiries grand-ducales avant 2000
Grandes armoiries du grand-duc avant 2000

## Les armoiries du grand-duc héritier

### Les petites armoiries
Les armoiries du grand-duc héritier se composent des éléments héraldiques suivants : un écu écartelé, aux I et IV de Luxembourg qui est un burelé d’argent et d’azur, au lion de gueules, la queue fourchue et passée en sautoir, armé, lampassé et couronné d’or, aux II et III de Nassau qui est d’azur semé de billettes d’or, au lion couronné d’or, armé et lampassé de gueules ; brisées d'un lambel d'or.
L’écu est timbré d’une couronne royale.

### Les grandes armoiries
Les grandes armoiries du grand-duc héritier se composent des petites armoiries, l'écu chargé en cœur de Bourbon de Parme qui est à trois fleurs de lys d’or sur champ d'azur, et augmentées des supports: à dextre un lion couronné d’or, la tête contournée, la queue fourchue et passée en sautoir, armé et lampassé de gueules, à senestre un lion couronné d’or, la tête contournée, armé et lampassé de gueules.
Le tout est posé sur un manteau de pourpre, doublé d’hermine, bordé, frangé et lié d’or et sommé d’une couronne royale, les drapeaux dépassant le manteau.

Petites armoiries du grand-duc héritier
Grandes armoiries du grand-duc héritier

## Les drapeaux

### Le drapeau national
Le drapeau national se compose d’une laize de tissus aux proportions de 5 à 3 ou de 2 à 1, comportant trois bandes égales de couleurs rouge, blanche, bleue disposées horizontalement. Les couleurs du drapeau national sont définies de la façon suivante:
Le rouge correspond à la norme Pantone 032C et le bleu à la norme Pantone 299C.

### Le pavillon de la batellerie et de l'aviation
Le pavillon de la batellerie et de l’aviation se compose d’une laize de tissus aux proportions de 7 à 5 comportant un burelé d’argent et d’azur de dix pièces au lion rampant de gueules, orienté vers la hampe, couronné, armé et lampassé d’or, la queue fourchue et passée en sautoir. La description du revers correspond à celle de l’avers. Les couleurs du pavillon de la batellerie et de l’aviation sont définies de la façon suivante: Le rouge correspond à la norme Pantone 032C, le bleu à la norme Pantone 299C et le blanc à la norme Pantone 116C.
Il correspond à une bannière héraldique aux armes du grand duché.

Le drapeau national du Luxembourg
Le pavillon de la batellerie et de l'aviation

### Drapeaux similaires
D'autres armoiries et drapeaux ressemblent fortement à ceux du Luxembourg, comme le drapeau de la province de Luxembourg, en Belgique, ou le Statenvlag des anciennes Provinces-Unies.

Le drapeau de la province de Luxembourg (Belgique) ne diffère du drapeau du Luxembourg que par l'ajout des armoiries de la province de Luxembourg, au centre de celui-ci afin de rappeler l'union des deux territoires avant la scission du Grand-duché de Luxembourg.
Le Statenvlag (« drapeau des États » en néerlandais) était le drapeau de la république des Provinces-Unies, l'ancêtre du Royaume uni des Pays-Bas avec lequel le Grand-duché de Luxembourg était en union personnelle jusqu'en 1890.